# 9501 Ywain
9501 Ywain è un asteroide della fascia principale. Scoperto nel 1973, presenta un'orbita caratterizzata da un semiasse maggiore pari a 2,5917261 UA e da un'eccentricità di 0,2657613, inclinata di 3,06396° rispetto all'eclittica.